# Fleksy
Fleksy es una aplicación de teclado virtual de terceros para dispositivos Android e iOS. Intenta mejorar la velocidad y la precisión de la escritura tradicional a través de una autocorrección mejorada y controles de gestos. Fleksy utiliza algoritmos de corrección de errores que analizan la región en la que el usuario toca el teclado y la alimenta a través de un modelo de lenguaje, que calcula e identifica la palabra deseada. Los gestos de deslizamiento se utilizan para controlar las funciones comunes, como el espacio, la eliminación y la corrección de palabras. Fleksy está disponible en 49 idiomas y posee el récord mundial Guinness de teclado más rápido.
Fleksy ha introducido Fleksyapps, que son mini-programas y Fleksynext, su asistente que utiliza inteligencia artificial capaz de entender la intención, el sentimiento y el contexto mientras se escribe. Fleksyapps trae servicios y contenidos como música, GIFs, videos y más, dentro del teclado, reduciendo la necesidad de los usuarios de teléfonos inteligentes de cambiar entre aplicaciones. Thingthing Ltd. ha señalado que los datos de los usuarios son anónimos y permanecen privados.

## Historia
Fleksy fue desarrollado por Fleksy Inc (una compañía fundada en 2011). Fue originalmente desarrollado para personas con discapacidad visual.
En julio de 2012 Fleksy estuvo disponible comercialmente en iPhone como descarga en App Store de Apple. Fue retirada por razones aún desconocidas y volvió en diciembre de 2013.
El 15 de junio de 2016, Fleksy anunció que el equipo había pasado a ser propiedad de Pinterest.
En julio de 2017, Thingthing Ltd, adquirió parcialmente Fleksy y reanudó su desarrollo.
En 2018, el teclado Fleksy fue adquirido en su totalidad por Thingthing Ltd y se le dio una importante actualización, la primera en casi un año.
En el verano de 2018 Fleksy abre una campaña de financiación colectiva en Crowdcube.
Octubre 2018 Fleksy se asocia con Palm y está preinstalado como teclado por defecto en todos los dispositivos Palm.
En 2019 Fleksy introduce Fleksyapps. Poco después, Fleksy lanza su asistente inteligente, Fleksynext.
En octubre de 2019, Google Play le ofreció una clasificación PEGI 12, en comparación con la PEGI 3 de Gboard, la propia aplicación de Google. Esta clasificación fue anulada posteriormente después de que Fleksy Inc se puso en contacto con la Coalición Internacional de Clasificación por Edad. Su clasificación actual es «para todo el público».

## Software
Según American Foundation for the Bling, "el algoritmo de autocorrección de Fleksy funciona combinando el análisis de los patrones de escritura del usuario y el contexto lingüístico. El análisis de las ubicaciones de los golpecitos (en lugar de las letras seleccionadas) le permite seguir siendo tolerante a los errores a la deriva y permite al usuario escribir en un teclado invisible o incluso fuera del teclado en algunos casos". Se considera que Fleksy ha sido acogido por la comunidad de personas con discapacidad visual, aunque no se han publicado estadísticas
Se ha mencionado que existen pruebas de que el software podría permitir a los videntes escribir a ciegas en una pantalla táctil. Quentin Stafford-Fraser dijo en su sitio web: "Descubrí que podía escribir oraciones enteras inmediatamente, sin mirar el teclado".
Thingthing Ltd. señaló que Fleksy también utiliza una interfaz basada en gestos que puede utilizarse para algunas funciones comunes, como borrar una palabra, un espacio, retroceder y elegir una corrección de palabra.

## Disponibilidad
Fleksy está disponible en 50 idiomas y en diseños QWERTY, AZERTY, QWERTZ, Dvorak y Colemak en Android e iOS.

## Premios
Fleksy ha recibido varios premios desde su lanzamiento:
- Rompió el récord mundial Guinness por el mensaje de texto más rápido en pantalla táctil en mayo de 2014.

- Ganador del Acelerador Interactivo South by Southwest en 2013.

- Lo mejor de la tienda de aplicaciones de Apple 2012.[18]

- Honorario de innovación del CES 2013.[19]

- Real Instituto Nacional de Ciegos, aplicación del mes de agosto de 2012.[20]

- Premio Golden Apple.[21]